# Graphe tétraédrique tronqué
Le graphe tétraédrique tronqué est, en théorie des graphes, un graphe 3-régulier possédant 12 sommets et 18 arêtes.

## Construction
Il existe treize graphes correspondant aux squelettes des treize solides d'Archimède. Le graphe tétraédrique tronqué est celui associé au tétraèdre tronqué, le solide à 8 faces obtenu par troncature d'un tétraèdre.
Les douze autres graphes squelettes d'Archimède sont le graphe hexaédrique tronqué, le graphe octaédrique tronqué, le graphe dodécaédrique tronqué, le graphe icosaédrique tronqué, le graphe cuboctaédrique, le graphe cuboctaédrique adouci, le graphe icosidodécaédrique, le graphe dodécaédrique adouci, le graphe rhombicuboctaédrique, le graphe cuboctaédrique tronqué, le graphe rhombicosidodécaédrique et le graphe icosidodécaédrique tronqué.

## Propriétés

### Propriétés générales
Le diamètre du graphe tétraédrique tronqué, l'excentricité maximale de ses sommets, est 3, son rayon, l'excentricité minimale de ses sommets, est 3 et sa maille, la longueur de son plus court cycle, est 3. Il s'agit d'un graphe 3-sommet-connexe et d'un graphe 3-arête-connexe, c'est-à-dire qu'il est connexe et que pour le rendre déconnecté il faut le priver au minimum de 3 sommets ou de 3 arêtes.

### Coloration
Le nombre chromatique du graphe tétraédrique tronqué est 3. C'est-à-dire qu'il est possible de le colorer avec 3 couleurs de telle façon que deux sommets reliés par une arête soient toujours de couleurs différentes. Ce nombre est minimal.
L'indice chromatique du graphe tétraédrique tronqué est 3. Il existe donc une 3-coloration des arêtes du graphe telle que deux arêtes incidentes à un même sommet soient toujours de couleurs différentes. Ce nombre est minimal.
Il est possible de compter les colorations distinctes d'un graphe. Cela donne une fonction dépendant du nombre de couleurs autorisé. Cette fonction est polynomiale et est qualifiée de polynôme chromatique du graphe. Ce polynôme admet pour racines tous les entiers positifs ou nuls strictement inférieurs à 3 et est de degré 12. Il est égal à : {\displaystyle (x-2)(x-1)x(x^{9}-15x^{8}+102x^{7}-416x^{6}+1134x^{5}-2174x^{4}+2984x^{3}-2889x^{2}+1833x-592)}.

### Propriétés algébriques
Le groupe d'automorphismes du graphe tétraédrique tronqué est d'ordre 24.
Le polynôme caractéristique  de la matrice d'adjacence du graphe tétraédrique tronqué est : {\displaystyle (x-3)(x-2)^{3}x^{2}(x+1)^{3}(x+2)^{3}}. Il n'admet que des racines entières. Le graphe tétraédrique tronqué est donc un graphe intégral, un graphe dont le spectre est constitué d'entiers.